# Vi Hương
Vi Hương là một xã thuộc huyện Bạch Thông, tỉnh Bắc Kạn, Việt Nam.

## Địa lý
Xã Vi Hương có vị trí địa lý:
- Phía bắc giáp huyện Ba Bể
- Phía đông giáp thị trấn Phủ Thông
- Phía nam giáp xã Tân Tú và xã Lục Bình
- Phía tây giáp xã Đôn Phong và huyện Ba Bể.

Xã Vi Hương có diện tích 20,94 km², dân số năm 2019 là 2.152 người, mật độ dân số đạt 103 người/km².
Xã có nhiều dòng suối nhỏ và hợp lưu lại thành suối Vi Hương.

## Hành chính
Xã Vi Hương được chia thành 09 thôn bản: Cốc Thốc, Địa Cát, Thủy Điện, Bó Lịn, Nà Ít, Nà Pái, Nà Chá, Đon Bây, Nà Sang.